# Live Bites
Live bites (укр. «Наживо») — третій «живий» альбом німецького рок-гурту Scorpions, випущений 1995 року. Не мав значної популярності.

## Список композицій
- 1. Tease me, please me
- 2. Is there anybody there?
- 3. Rhytm of love
- 4. In trance
- 5. No pain, no gain
- 6. When the smoke is going down
- 7. In trance
- 8. Ave Maria no morro
- 9. Living for tomorrow
- 10. Concerto in V
- 11. Alien nation
- 12. Git between the eyes
- 13. Crazy world
- 14. Wind of change

## Склад музикантів
- Клаус Майне — вокал, перкусія
- Рудольф Шенкер — гітара
- Маттіас Ябс — гітара, voicebox
- Ральф Рікерманн — бас
- Герман Ребелл — ударні